# Tenshin shōden Katori shintō-ryū
Tenshin shōden Katori shintō-ryū ou Katori shintō-ryū, é um estilo antigo (koryū) de budō criado por Iizasa Choisai Ienao durante o período Muromachi.

## Origem do estilo
A versão mais aceita para a origem do estilo é que um famoso guerreiro, já idoso, Iizasa Choisai Ienao ficou mil dias e mil noites treinando as suas técnicas, até que surgiu uma divindade (kami) junto a uma árvore (que supostamente ainda está de pé junto ao templo de Katori), que lhe transmitiu o conhecimento das técnicas mais supremas do estilo.
Este é um dos estilos mais antigos e tradicionais que se tem notícia, criado há mais de 500 anos e um dos poucos estilos dessa época que possuem uma sólida documentação acerca da sua linhagem desde a fundação. De forma inédita, foi considerado tesouro nacional do Japão em 1960.
O representante atual do estilo (Soke) ainda é um membro da família Iizasa, embora não pratique o estilo. Em seu lugar, há um instrutor-chefe (Shihan) Otake Risuke que rege toda a parte técnica do estilo.
Este estilo é considerado o estilo mais antigo (koryū) registado de budō (artes guerreiras japonesas), tendo sido a origem para inúmeras derivações. Dois, entre muitos, estilos famosos que surgiram a partir do Katori shintō-ryū são:
- Kashima shintō-ryū: criado por Tsukahara Bokuden
- Tennen rishin-ryū, criado por Kondo Kuranosuke e popularizado como o estilo do Shinsengumi.

Hoje em dia, a escola mantém o tradicional protocolo de admissão, o qual o candidato interessado em estudá-la, deverá realizar o keppan (lit. juramento de ingresso), firmando com seu próprio sangue um documento em que aceita as normas estabelecidas pelo fundador da escola, o Mestre Iizasa Choisai Ienao, há mais de 600 anos.

## Currículo do estilo
Este estilo é um estilo de sōgō bujutsu com um currículo abrangente :
Kenjutsu, IaiJutsu e Kodachi - dão um total de 28 formas. incluido tachi.
Rokushakubo - um total de 12 formas.
Naginata  - 7 formas.
Lança(Yari) - 8 formas.
Fora isso ela contempla também formas de shurikens, jujutsu(extremamente tradicional), estudos de estratégia em diversos terrenos e situações, astronomia, e esoterismo budista.

## Locais de prática
Este estilo está presentemente sediado na região de Kanto, no Japão (Hombu Dojo), estando intimamente relacionado com o templo de Katori na província de Chiba. Existem ainda grupos de estudo oficialmente reconhecidos em outros países, como Estados Unidos, Espanha, Portugal,Países Baixos,França, Bélgica e Rússia. No Brasil,o Sensei Jorge Kishikawa, Menkyo (professor do estilo) e mestre do Instituto Cultural Niten foi nomeado shidosha (professor oficial) para a América do Sul pelo Shihan Otake Risuke, do Japão.